# Shots in the Dark
Gli Shots in the Dark sono un gruppo musicale italiano di genere ska original, formatosi nel 1999 a Roma.

## Storia del gruppo
Gli Shots in the Dark nascono a Roma nel 1999, proponendo brani originali che viaggiano fra sonorità foundation, ska, rocksteady, early reggae, soul e r&b.
Hanno condiviso palchi con artisti del calibro di Skatalites, Laurel Aitken, Derrick Morgan, Johnny Clarke, Skalariak, Trojans, Bad Manners, The Selecter, New York Ska Jazz Ensemble, the Aggrolites e hanno accompagnato come backing band i live di artisti come Roy Ellis, Gaz Mayall e Dr. Ring-Ding
Nel 2001 pubblicano il loro primo EP From Kingston to Rome e nel 2002 il primo album intitolato Shots from the ghetto. L’album autoprodotto è composto da brani originali e reinterpretazioni di classici della storia musicale giamaicana. Nel 2003 l’album viene stampato anche in vinile dall’etichetta tedesca Conehead Records.
Nel corso degli anni successivi, la band si dedica quasi esclusivamente all’attività live che la porterà a suonare in più di 150 concerti in Italia e in Germania.
Nel 2008 pubblica il secondo album intitolato Spaghetti Skank, prodotto da Raged Records, che contiene 12 brani, tra cui il singolo If You’re Not Around di cui viene prodotto un video musicale. Anche in questo caso la band alterna brani originali e cover del repertorio dei classici dello ska, oltre a rivisitazioni di brani storici del rock ‘n’ roll in chiave giamaicana. Seguirà un periodo di intensa attività live per la promozione del disco.
Nel 2013, il gruppo torna in studio per registrare un EP tributo alla propria città natale, intitolato "...a Roma!". L'EP contiene la rivisitazione in chiave Ska di tre stornelli classici della cultura popolare Romana: "Fiori trasteverini", "Semo centoventitré", "Sinnò me moro". L'EP viene interamente registrato un weekend e le riprese effettuate nel corso delle registrazioni andranno a realizzare il video del primo singolo dell'album, "Fiori trasteverini".
La band ha inoltre partecipato alle raccolte "Ska Ska Skandal nº7", "5 Jahre Lost Boyz Flingern", "Skannibal Party nº4" pubblicate dall'etichetta tedesca Mad Butcher.
Nel 2017 esce l’EP intitolato Unchained, prodotto da Raged Records, che racchiude 3 brani: 2 cover rocksteady e il singolo I’m Outnumbered, featuring Roy "Mr.Symarip" Ellis.

Il 10 settembre 2022 la prestigiosa etichetta spagnola Liquidator Music pubblica il terzo album della band, l’LP intitolato Chicken Blues, che racchiude il lavoro svolto negli ultimi anni dalla nuova e affiatata formazione e che si avvale della preziosa collaborazione di Alfredo Concilio di Aloe Vera Records al mix e mastering. L’album contiene 11 tracce, 10 brani originali e la reinterpretazione del tema tratto da un erotic movie italiano anni ‘70. Il disco è il risultato di un lungo e intenso lavoro in studio di registrazione e, anche se fedele alla tradizione del Foundation Ska, fa emergere un aspetto nuovo della band: la ricerca delle origini della musica nera, dove si incontrano e si abbracciano stili solo apparentemente lontani, dove lo Ska, il blues, il Soul e l’R&b sono ‘agitati, non mescolati' con il garbo con cui si prepara un drink tropicale e con l’esperienza di chi, questa musica, la ama da sempre.

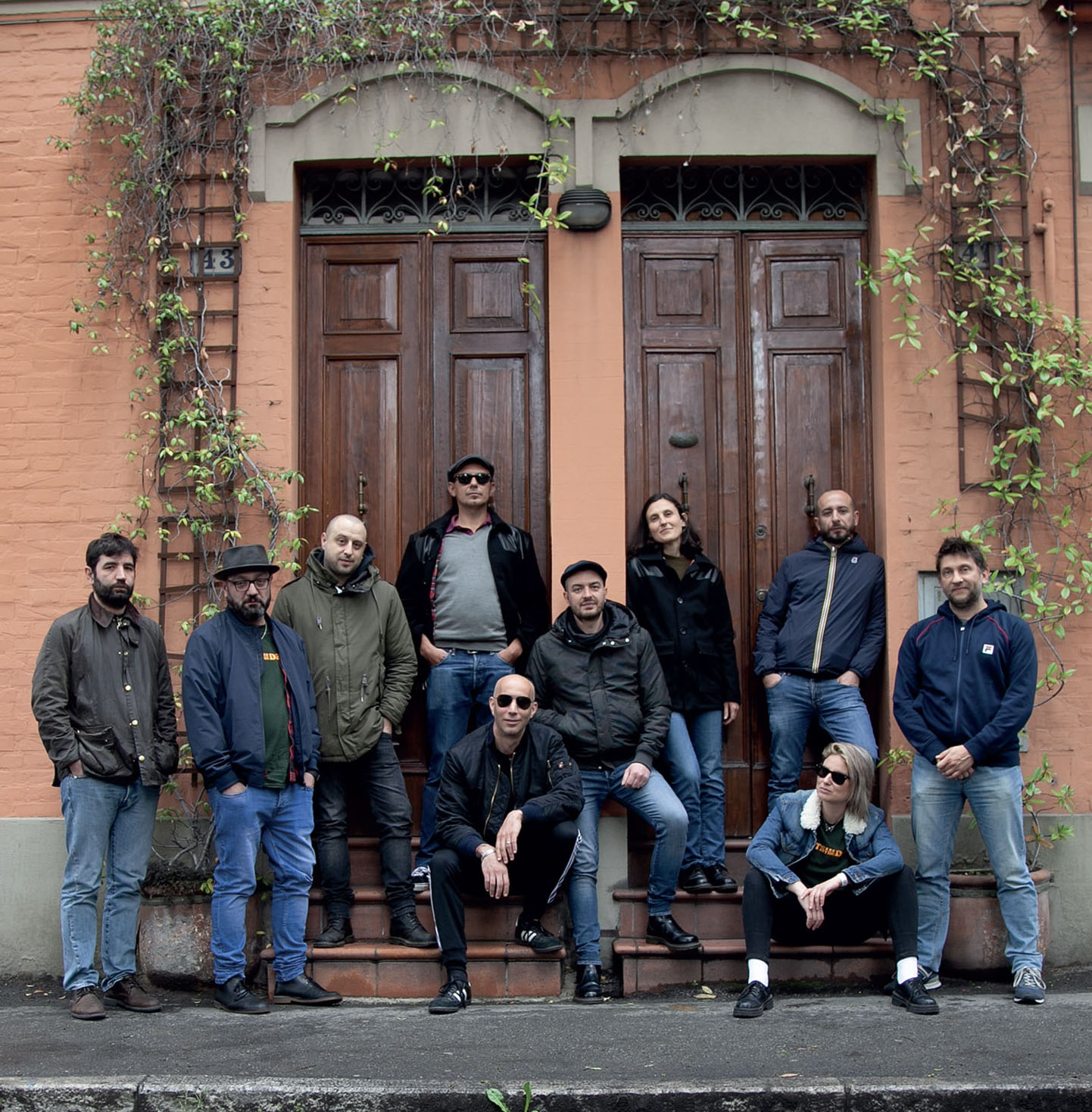
Da sinistra G. Moreschini, A. Del Prete, M. G. Mazza, D. Marocchi, A. Caci, F. Promutico, G. Basile, M. Cavallone, E. Dori, I. Febi

## Formazione
- Alberto Caci - voce
- Danilo Marocchi - sax tenore
- Giada Basile - sax contralto
- Ilario Febi - tromba (2008 - )
- Augusto Del Prete - tromba (2021 - )
- Federico Promutico - batteria
- Mirko G. Mazza - chitarra (2017 - )
- Elisa Dori - percussioni (2017 - )
- Marco Cavallone - basso (2021 - )
- Gabriele Moreschini - tastiere (2022 - )

## Membri inattivi
- Francesco “Dottorino” Tosto - chitarra, voce (1999 - 2014)
- Fulvio “Baldhead” D'Orazio - chitarra (2003 - 2014)
- Marco “Vitello” Marinelli - armonica a bocca (2003 - 2017)
- Andrea "O'animalo" Aversa - percussioni (2010 - 2013)
- Andrea “Mr. SK” Brancatelli - basso (1999 - 2021)
- Federico “il Mimo” Giacinti - tastiera (2012 - 2020)

## Discografia
- 2001 - From Kingston to Rome... (autoprodotto)
- 2003 - Shots from the ghetto! (autoprodotto - ristampato dalla Raged Records)
- 2003 - Shots from the ghetto! - LP (autoprodotto - stampato dalla Conehead Records)
- 2008 - Spaghetti skank! (Raged Records)
- 2013 - ...a Roma! - EP (autoprodotto)
- 2017 - ...a Roma! - LP 7" (autoprodotto)
- 2017 - Unchained - EP (autoprodotto)
- 2022 - Chicken Blues - LP (Liquidator Music)
- 2022 - Chicken Blues - CD (autoprodotto)